# Jumirim
Jumirim là một đô thị ở bang São Paulo của Brasil. Đô thị này nằm ở vĩ độ 23º05'12" độ vĩ nam và kinh độ 47º47'03" độ vĩ tây, trên khu vực có độ cao 561 m. Dân số năm 2004 ước tính là 2 497 người. Đô thị này có diện tích 56,7 km².

## Thông tin nhân khẩu
Dữ liệu dân số theo điều tra dân số năm 2000
Tổng dân số: 2.196
- Dân số thành thị: 1.093
- Dân số nông thôn: 1.103
- Nam giới: 1.157
- Nữ giới: 1.039

Mật độ dân số (người/km²): 38,73
Tỷ lệ tử vong trẻ sơ sinh dưới 1 tuổi (trên một triệu người): 11,52
Tuổi thọ bình quân (tuổi): 73,73
Tỷ lệ sinh (số trẻ trên mỗi bà mẹ): 2,95
Tỷ lệ biết đọc biết viết: 91,89%
Chỉ số phát triển con người (HDI-M): 0,795
- Chỉ số phát triển con người - Thu nhập: 0,715
- Chỉ số phát triển con người - Tuổi thọ: 0,812
- Chỉ số phát triển con người - Giáo dục: 0,859

(Nguồn: IPEADATA)

### Sông ngòi
- Sông Tietê
- Sông Sorocaba

### Các xa lộ
- SP-300